# О’Коннор, Поди
Патрик Джон О’Коннор (англ. Padhraic John O'Connor; род. 14 июля 1997, Лимерик, Манстер), более известный как Поди О’Коннор (англ. Paudie O'Connor) — ирландский футболист, центральный защитник английского клуба «Брэдфорд Сити».

## Клубная карьера
Футболом начинал заниматься в небольших командах графства Лимерик: «Килкорнан», «Бреска Роверс» и «Реджионал Юнайтед», после чего попал в главную команду графства — «Лимерик». Выступал за юношеские команды в структуре клуба. В 2015 году перед началом нового сезона в Ирландии был переведён в основной состав. Дебютировал в высшем дивизионе Ирландии 7 марта в игре с «Богемианом» в возрасте 17 лет. О’Коннор вышел в стартовом составе и провёл на поле все 90 минут. 14 августа на 65-й минуте матча с «Корк Сити» Поди забил мяч, который принёс его команде победу со счётом 3:2. Всего в сезоне на счету центрального защитника 16 игр и 1 забитый гол. В итоговой турнирной таблице «Лимерик» занял предпоследнее 11-е место и, проиграв в стыковых матчах «Финн Харпс», вылетел в первый дивизион.
В следующем сезоне О’Коннор отыграл 24 из 28 игр в чемпионате за «Лимерик», забив в них два мяча, и помог своей команде спустя сезон вернуться в высшем дивизионе. Также команда удачно выступила в кубке лиги, дойдя до финала, и уступив со счётом 1:4 «Сент-Патрикс Атлетик».
Игра 19-летнего защитника привлекла внимание нескольких английских клубов, таких как «Кристал Пэлас» и «Лестер Сити», но в марте 2017 года Поди подписал контракт на два с половиной года с «Лидс Юнайтед», выступавшем в чемпионшипе. Поначалу выступал за молодёжную команду, заслужив в скором времени в ней капитанскую повязку. Летом 2017 года новый главный тренер «Лидса» Томас Кристиансен привлёк О’Коннора к тренировкам с основным составом. Дебют ирландца в чемпионшипе состоялся 7 апреля 2018 года в игре с «Сандерлендом». Поди провёл на поле всю встречу и на 75-й минуте заработал жёлтую карточку.
Проведя за основной состав «Лидса» всего четыре, в начале сезона 2018/19 О’Коннор отправился в аренду в «Блэкпул» из первой английской лиги. Дебютировал в новом клубе 4 августа в игре с «Уиком Уондерерс», завершившейся нулевой ничьей. Вместе с клубом вышел в 1/8 финала кубка лиги, где на «Эмирейтс» предстояло встретиться с лондонским «Арсеналом». Поди на 66-й минуте забил единственный мяч своей команды после подачи углового, а на 84-й минуте получил прямую красную карточку за фол на Пьер-Эмерике Обамеянге.
8 января 2019 года «Лидс» отдал О’Коннора в аренду в другой клуб первой лиги— «Брэдфорд Сити». Дебют за «Сити» состоялся через три недели в матче со «Шрусбери». На 2-й компенсированной минуте к основному времени главный тренер команды Дэвид Хопкин выпустил его на поле вместо Джека Пейна. До конца сезона Поди принял участие в 9 встречах. «Брэдфорд» в турнирной таблице занял последнее место и вылетел во вторую лигу.
В июне 2019 года перешёл в «Брэдфорд Сити» по полноценному трансферу, подписав контракт на три года.

## Достижения
Лимерик
- Победитель Первого дивизиона Ирландии: 2016
- Финалист Кубка ирландской лиги: 2016

## Статистика выступлений

### Клубная статистика
| Выступление      | Выступление      | Выступление      | Лига | Лига | Кубки | Кубки | Конт.кубки | Конт.кубки | Итого | Итого |
| Клуб             | Лига             | Сезон            | Игры | Голы | Игры  | Голы  | Игры       | Голы       | Игры  | Голы  |
| ---------------- | ---------------- | ---------------- | ---- | ---- | ----- | ----- | ---------- | ---------- | ----- | ----- |
| Лимерик          | Высший дивизион  | 2015             | 16   | 1    | 0     | 0     | —          | —          | 16    | 1     |
| Лимерик          | Первый дивизион  | 2016             | 24   | 2    | 5     | 1     | —          | —          | 29    | 3     |
| Лимерик          | Итого            | Итого            | 40   | 3    | 5     | 1     | 0          | 0          | 45    | 4     |
| Лидс Юнайтед     | Чемпионшип       | 2017/18          | 4    | 0    | 0     | 0     | —          | —          | 4     | 0     |
| Лидс Юнайтед     | Итого            | Итого            | 4    | 0    | 0     | 0     | 0          | 0          | 4     | 0     |
| → Блэкпул        | Лига 1           | 2018/19          | 10   | 0    | 7     | 2     | —          | —          | 17    | 2     |
| → Блэкпул        | Итого            | Итого            | 10   | 0    | 7     | 2     | 0          | 0          | 17    | 2     |
| → Брэдфорд Сити  | Лига 1           | 2018/19          | 9    | 0    | 0     | 0     | —          | —          | 9     | 0     |
| → Брэдфорд Сити  | Итого            | Итого            | 9    | 0    | 0     | 0     | 0          | 0          | 9     | 0     |
| Брэдфорд Сити    | Лига 2           | 2019/20          | 19   | 2    | 4     | 1     | —          | —          | 23    | 3     |
| Брэдфорд Сити    | Итого            | Итого            | 19   | 2    | 4     | 1     | 0          | 0          | 23    | 3     |
| Всего за карьеру | Всего за карьеру | Всего за карьеру | 82   | 5    | 16    | 5     | 0          | 0          | 98    | 10    |